# Авогадоры
Авогадоры (итал. Avogadori) — в Венецианской республике члены особой высшей судебно-административной коллегии, имевшей важное влияние на ход общественных дел и наблюдавшей за исполнением законов.
Время учреждения звания неизвестно, иногда его относят к IX веку; достоверно же известно с конца XII века, когда дож Орио Малипьеро (1178—1192) учредил должность государственных адвокатов (avogadro del commune, advocati communis; 1180).
Первоначально их был четыре; главной обязанностью было хранение и проверка государственных доходов и высший надзор над всеми кассами республики. Затем круг власти и деятельности расширился, авогадоры стали важнейшими сановниками республики и, вместо четырёх, только трое; позже шестеро.
К тому времени избирались на полгода сенатом и утверждались верховным советом республики. Чрезвычайно обширная власть (нередко дававшая повод к большим злоупотреблениям, так как имели право вмешиваться в дела всех учреждений, как судебных, так и административных) включала:
- попечение о сохранении общественного порядка;
- преследование всякого рода уголовных преступлений;
- наблюдение за точным исполнением законов и за отправлением правосудия;
- в особых случаях право смещать чиновников;
- охрана законов и ведение семейных реестров (нечто вроде метрических книг) высшего венецианского дворянства.

Имели право присутствовать и останавливать заседания всех присутственных мест, которые находили несогласными с законом. Сохраняли такое право в течение месяца и одного дня. По истечении этого срока должны были выносить свои жалобы: на решения верховного совета — самому совету, на решения сената — другому собранию по собственному выбору. Нередко противились даже распоряжениям наводивших в своё время ужас «Совета десяти» и инквизиции.
Звание исчезло с уничтожением республики в 1797 году.